# Heinrich Kokartis
Heinrich Kokartis (* 18. Januar 1934; † 14. August 2009) war ein deutscher Fußballspieler.

## Laufbahn
Beim Hamburg-Eimsbütteler BC begann die fußballsportliche Laufbahn des Torhüters Heinrich Kokartis. Nach seinem Wechsel zum ASV Bergedorf 85 am Ende der Saison 1957/58 gehörte er in der Runde 1958/59 bei den "Elstern" unter Trainer Heinz Werner der gerade aufgestiegenen Bergedorfer Mannschaft an und löste den Stammtorwart Manfred Lüneburg in jener Mannschaft ab, die sich nach der Hamburger Amateurmeisterschaft 1958 in der Aufstiegsrunde gegen die Konkurrenten Itzehoer SV, Bremer SV 06 und SV Arminia Hannover durchsetzen konnte und in die Fußball-Oberliga Nord aufgestiegen war. In der Aufstiegsrunde spielte noch Manne Lüneburg und vertrat mit Bergedorf den Verband Hamburg erfolgreich im Wettbewerb um die deutsche Amateurmeisterschaft. Nach dem Halbfinalerfolg mit 6:2 Toren gegen den saarländischen VfB Theley verlor "85" das Finale am 14. Juni 1958 in Dortmund gegen den Hombrucher FV 09 mit 1:3 Toren.
Nach dem Aufstieg in die Oberliga Nord musste Bergedorf nach einem Jahr im Billtalstadion wegen des dortigen Grantbelags auf das Heimrecht im Stadion verzichten und an die Sander Tannen zurückkehren. Kokartis absolvierte in dem einen Oberligajahr im Billtal alle 30 Liga-Punktspiele und belegte mit den "Elstern" den 11. Rang. Der Schwung des Aufstiegs führte Bergedorf in der Vorrunde auf den dritten Platz, hinter dem Serienmeister Hamburger SV und Werder Bremen. Im Billtalstadion gab es Heimsiege gegen FC St. Pauli, Werder Bremen, Eintracht Braunschweig, VfL Wolfsburg und Holstein Kiel. In der Rückrunde konnte diese Leistung nicht mehr gehalten werden und Bergedorf rutschte in das untere Mittelfeld zurück. Kokartis nahm zur Runde 1959/60 das Angebot des Vizemeisters Werder Bremen an und wechselte an die Weser.
Der Neuzugang aus Bergedorf stand zwar bereits am zweiten Spieltag, den 23. August 1959, erstmals bei der 2:3-Niederlage beim VfB Lübeck im Werder-Tor, der langjährige Stammtorhüter Dragomir Ilic konnte aber in Kokartis erster Runde für Werder nochmals die Nummer eins verteidigen. Für den Nordvizemeister absolvierte er 1960 in der Endrunde um die deutsche Fußballmeisterschaft seine drei ersten Spiele. Es waren drei Erfolge gegen den FK Pirmasens (3:1), Tasmania 1900 Berlin (2:1) und gegen den Finalisten 1. FC Köln einen 5:2-Auswärtssieg. Im zweiten Spieljahr beim SV Werder, in der Saison 1960/61, etablierte er sich in der Oberliga Nord dagegen mit 29 Einsätzen als Stammtorwart unter Trainer Georg Knöpfle. Auch in der Saison 1961/62 zählte der Torhüter mit 29 Spielen zu den erfolgreichsten Spielern des SVW. In seinen vier Runden bei Werder, 1959/60 bis 1962/63, konnte Kokartis jeweils hinter dem Hamburger SV die Vizemeisterschaft erringen und absolvierte insgesamt 77 Oberligaspiele für Bremen. In der Endrunde um die deutsche Meisterschaft kam er von 1960 bis 1962 auf zehn Einsätze. Sein letztes Oberligaspiel absolvierte "Heini" Kokartis am 6. Januar 1963 beim 1:1-Remis gegen den VfB Oldenburg. Werder stand mit 31:5 Punkten punktgleich mit dem Hamburger SV auf dem ersten Rang. Langwierige Verletzungsfolgen verhinderten danach die Fortsetzung seiner Laufbahn.
Im Jahr 1961 gewann er mit Bremen den DFB-Pokal nach einem 2:0-Sieg im Finale gegen den 1. FC Kaiserslautern. Zu den Torschützen zählten Willi Schröder und Helmut Jagielski. Im Europapokal der Pokalsieger hatte er 1961/62 auch die vier Spiele gegen Aarhus GF und Atlético Madrid bestritten.
Später war er unter anderem Trainer beim Ochsenwerder SV. – Heinrich Kokartis verstarb am 14. August 2009 infolge eines Schlaganfalls.

## Einzelnachweis
1. ↑  https://www.werder.de/forum/threads/heini-kokartis.5696/

| Personendaten    | Personendaten            |
| ---------------- | ------------------------ |
| NAME             | Kokartis, Heinrich       |
| KURZBESCHREIBUNG | deutscher Fußballspieler |
| GEBURTSDATUM     | 18. Januar 1934          |
| STERBEDATUM      | 14. August 2009          |